# Hiob (Smakouz)
Hiob, imię świeckie Wiktor Fiodorowicz Smakouz, ros. Виктор Фёдорович Смакоуз (ur. 19 lutego 1964 w Poczajowie) – rosyjski biskup prawosławny.

## Życiorys
Urodził się w rodzinie kapłana prawosławnego. Po odbyciu zasadniczej służby wojskowej wstąpił do seminarium duchownego w Leningradzie, zaś po jego ukończeniu do Leningradzkiej Akademii Duchownej. Jej dyplom uzyskał w 1991 i został skierowany do pracy dydaktycznej w seminarium duchownym w Kijowie. 25 sierpnia 1991 przyjął święcenia diakońskie, zaś 27 sierpnia – kapłańskie. W 1995 został nagrodzony godnością protojereja.
17 kwietnia 1997 w ławrze Peczerskiej złożył wieczyste śluby zakonne, zaś 13 czerwca tego samego roku otrzymał godność archimandryty. 22 czerwca 1997, w cerkwi refektarzowej Świętych Antoniego i Teodozjusza Pieczerskich w Ławrze miała miejsce jego chirotonia na biskupa chersońskiego i taurydzkiego. W marcu 1999 został przeniesiony na katedrę sumską i achtyrską. 24 maja 2005 powierzono mu zarząd Patriarszych parafii w Kanadzie, nadając równocześnie tytuł biskupa kaszyrskiego, wikariusza eparchii moskiewskiej. Przez rok (2009–2010) biskup Hiob był również locum tenens Patriarszych parafii w Stanach Zjednoczonych.
W 2018 r. zakończył służbę duszpasterską w Kanadzie, został przeniesiony w jurysdykcję Ukraińskiego Kościoła Prawosławnego Patriarchatu Moskiewskiego. Postanowieniem Świętego Synodu z 25 września tegoż roku, został wikariuszem eparchii tarnopolskiej z tytułem biskupa szumskiego oraz rektorem seminarium duchownego w Poczajowie. 25 czerwca 2019 r. podniesiony do godności arcybiskupa.